# Кадрил
Кадрил (на френски: quadrille; на испански: cuadrilla – буквално „група от четири души“) е народен и бален танц от френски произход. Той се явява разновидност на контраданса (кубински танц). Възниква в края на 18 век и е популярен до края на 19 век в Европа, нейните колонии и Русия.
Темпото е живо. Изпълнява се от четири двойки танцьори във формация с квадратна форма, като партньорите се разменят. Това е и стил на музика.